# Люсиус, Тео
Теодорус Мартинус Мария Люсиус (нидерл. Theodorus Martinus Maria Lucius; род. 19 декабря 1976, Вегхел, Северный Брабант) — нидерландский футболист, выступавший на позиции защитника и полузащитника. Экс-игрок сборной Нидерландов. Ныне тренер «Йонг ПСВ» — фарм-клуба ПСВ.

## Карьера
Люсиус родился в Вегхеле, Северный Брабант. Когда ему было пять лет, он начал свою футбольную карьеру в любительском клубе «Хесвейк», присоединившись к клубу «Ден Босх» восемь лет спустя, и переквалифицировался из форварда в полузащитника. С 15 лет он также работал плотником и делал опалубку для бетонного завода.

## Достижения

### Как игрок
ПСВ
- Чемпион Нидерландов (4): 2000/01, 2002/03, 2004/05, 2005/06
- Обладатель Кубка Нидерландов: 2004/05
- Обладатель Суперкубка Нидерландов: 2001

### Как тренер
ПСВ
- Чемпион Нидерландов: 2024/25
- Обладатель Суперкубка Нидерландов: 2025

## Статистика

### Матчи Люсиуса за сборную Нидерландов
| Матчи Люсиуса за сборную Нидерландов | Матчи Люсиуса за сборную Нидерландов | Матчи Люсиуса за сборную Нидерландов | Матчи Люсиуса за сборную Нидерландов | Матчи Люсиуса за сборную Нидерландов | Матчи Люсиуса за сборную Нидерландов |
| ------------------------------------ | ------------------------------------ | ------------------------------------ | ------------------------------------ | ------------------------------------ | ------------------------------------ |
| №                                    | Дата                                 | Соперник                             | Счёт                                 | Голы Люсиуса                         | Соревнование                         |
| 1                                    | 4 июня 2005                          | Румыния                              | 2:0                                  | —                                    | Чемпионат мира 2006 (отбор)          |
| 2                                    | 8 июня 2005                          | Финляндия                            | 4:0                                  | —                                    | Чемпионат мира 2006 (отбор)          |
| 3                                    | 7 сентября 2005                      | Андорра                              | 4:0                                  | —                                    | Чемпионат мира 2006 (отбор)          |

Итого: 3 матча / 0 голов; 3 победы, 0 ничьих, 0 поражений.